# Fredrik Larzon

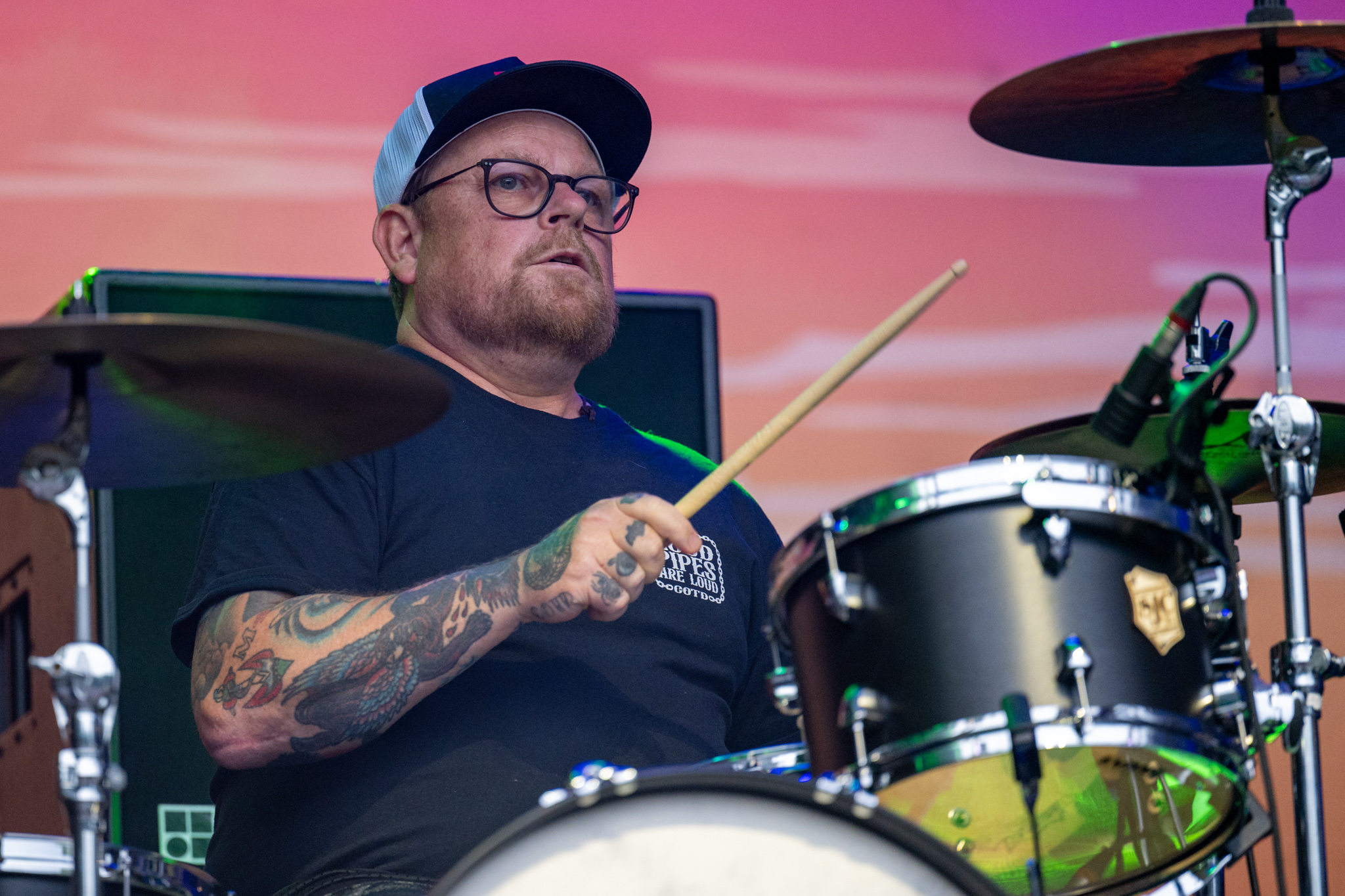
Fredrik Larzon (2024)

Fredrik Larzon (Örebro, Suécia, 25 de Abril de 1973) é o baterista da banda de hardcore melódico sueca Millencolin.
Ele tem um barco onde passa o tempo livre pescando pelos lagos da Suécia. Tem um projeto paralelo chamado Kvoteringen. Antes de fazer parte do Millencolin, Larzon fez parte de uma pequena banda, mas o Millencolin precisou de um segundo guitarrista, e Larzon assumiu a bateria para que Mathias Färm pudesse tocar guitarra, seu instrumento principal. Mais tarde em 1993 se tornou integrante da banda.